# Yttravessare
En yttravessare var en arbetare vid de syd-norrländska sågverken (Hälsingland) som inte bodde vid sågen, eller 'på bruket' som man också sade. Yttravessaren bodde kvar i den närliggande bygden men kom varje dag till sågverket för att arbeta precis som de sågverksarbetare som bodde i bolagets bostäder. Där var ofta bostadsbrist och svårt att komma in.
Yttravessaren hade alltså en bostad utanför sågverket, och ibland också en bit jord som han brukade utan att den var tillräcklig för försörjningen. Upprepade arvskiften kunde dock också ofta leda till att ungdomar blev proletärer, utan jordegendom. Sågverksindustrin kunde då bli en möjlighet till försörjning.
Yttravessaren betraktades som icke helt tillhörig sågverksbefolkningen, vilket också ordets rätt väl klarlagda etymologi antyder. Ordet förekommer bland annat i Nordiska Museets "Sågverksminnen"; men är också belagt i det traditionella bondesamhället. Från Språk- och folkminnesinstitutet (SOFI) i Uppsala har följande meddelats:
I Härjedalen (Hede socken) har ytravessa (='yttravidsare') använts om "löst folk", alltså personer som lever utanför bondesamhället och försörjer sig bl.a. på dagsverken hos bönderna. I ytrave (= 'yttravid') betyder 'utanför bondgårdarnas odlade mark'. Från Hälsingland finns flera belägg på ordet yttravidsfolk, vanligen uttalat ytravesfölk,vilket betyder 'backstugusittare'. Gemensamt för de pendlande sågverksarbetarna och backstugusittarna var förstås utanförskapet i förhållande till den mera väletablerade befolkningen.
(Även "Utanvidsfolk" lär förekomma som en norrländsk form med samma betydelse.)